# Riccardo Pittis
Pour les articles homonymes, voir Pittis.
Riccardo Pittis (né le 18 décembre 1968 à Milan, en Italie) est un joueur  italien de basket-ball. Pittis mesure 2,03 m et joue au poste d'ailier. 

## Biographie
Il est considéré comme un joueur complet. Il a évolué au plus haut niveau européen durant deux décennies (1985-2005). International à 118 reprises avec l'équipe d'Italie, il remporte deux médailles d'argent au Championnat d'Europe de basket-ball 1991 et 1997.
Pittis effectue sa carrière dans deux équipes : l'Olimpia Milan et le Benetton Trévise. Il remporté l'Euroligue à deux reprises en 1987 et 1988, ainsi que la Coupe Korać en 1985 et 1993. Avec Trévise, il gagne la Coupe Saporta en 1999. Il termine meilleur intercepteur de l'Euroligue à quatre reprises (1992, 1994, 1996, 2003). Riccardo Pittis est champion d'Italie à sept reprises : quatre fois avec Milan (1985, 1986, 1987, 1989) et trois fois avec Trévise (1997, 2002, 2003).